# Marion Adnams
Marion Elizabeth Adnams (3 de diciembre de 1898 - 24 de octubre de 1995) fue una pintora, grabadora y dibujante inglesa. Es conocida por sus pinturas surrealistas, en las que objetos aparentemente inconexos aparecen juntos en entornos desconocidos, a menudo al aire libre. Algunas de sus pinturas representan paisajes y lugares emblemáticos cercanos o dentro de su ciudad natal, Derby.

## Biografía
Adnams nació el 3 de diciembre de 1898 en el número 22 de Otter Street, Derby, siendo la única hija de Mary Elizabeth Smith y de John Frederick Adnams. Su padre, que era profesor de carpintería en la Escuela de Derby, alentó su interés artístico desde temprana edad. Se educó en la Parkfield Cedars School en Derby, tras lo cual expresó su deseo de estudiar arte, pero su familia la instó a continuar y estudiar en el University College de Nottingham, donde se licenció en Artes en Lenguas Modernas en 1919. Entre 1927 y 1930, Adnams viajó a Bélgica, Francia e Italia, realizando xilografías de la arquitectura que encontraba en el camino y exhibiéndolas con cierto éxito en la Derby Art Gallery y en otros lugares locales con el Derby Women's Art Club. Comenzó su carrera no como profesora de idiomas, sino como profesora de arte en la Escuela Central para Niñas de Derby antes de ser recomendada para un traslado a la recién inaugurada Escuela Secundaria para Niñas Homelands, por el Comité de Educación de Derbyshire, en octubre de 1937. En 1948 fue nombrada profesora titular en el Derby Diocesan Training College, donde llegó a ser jefa de Arte.
Entre 1938 y 1970, Adnams pintó las obras surrealistas por las que es principalmente conocida, exhibiendo en el Centro de Arte Británico de Londres, junto a Duncan Grant, Augustus John, Henry Moore, Jacob Epstein y Eileen Agar. En 1944 expuso su obra en la Modern Art Gallery de Londres, junto a Jack Bilbo y Max Ernst. En 1939, Adnams vendió su primer cuadro, El árbol viviente (1939), a la Galería de Arte de Manchester para incluirlo en su Colección Rutherson de Arte Moderno para Escuelas. Las ventas posteriores de sus pinturas a la Derby Art Gallery a partir de 1945 y al Museo y Galería de Arte de Salford y al Museo del Castillo de Nottingham desde principios de los años 1950 le han asegurado a su obra cierta presencia pública.
Adnams se retiró en 1960 a la edad de sesenta y un años y utilizó su tiempo para desarrollar su arte en nuevas direcciones. Adquirió una segunda residencia en Francia, donde produjo pinturas y dibujos influenciados por el paisaje de Provenza y otros lugares. En 1966 pintó una serie de murales para la Iglesia Immanuel en Stapenhill, cerca de Burton upon Trent. En 1968, a la edad de setenta años, quedó parcialmente ciega. A medida que su condición empeoró, no pudo pintar. Murió en Derby el martes 24 de octubre de 1995, a la edad de noventa y seis años. Su funeral se celebró en la Catedral de Derby el jueves 2 de noviembre de 1995, antes del entierro en el Cementerio de Nottingham Road en Derby.

## Legado
La obra de Adnam se encuentra en numerosas colecciones de arte público, como las de la Galería de Arte de Manchester, los Museos de Salford, el Museo y Galería de Arte del Castillo de Nottingham, el Consejo del Condado de Leicestershire y la Galería Nacional Escocesa de Arte Moderno. La mayor colección pública de su obra se encuentra en el Derby Museums Trust. En diciembre de 2023 se inauguró en la galería una exposición permanente de su obra.
En 2011, el diseñador de sombreros británico Stephen Jones diseñó y creó una gama de sombreros, titulada Drifting and Dreaming, inspirada en el trabajo de Marion Adnams.